# Pölven
Der Pölven ist ein markanter Berg in den Kitzbüheler Alpen, der sich im österreichischen Bundesland Tirol erhebt. Mit einer Höhe von 1.595 Metern über dem Meeresspiegel besteht er aus zwei Hauptgipfeln, dem Großen und dem Kleinen Pölven. Geologisch gehört der Pölven zur Grauwackenzone, die für ihre charakteristischen Gesteinsformationen bekannt ist und eine Vielfalt an Lebensräumen bietet. Die Region um den Pölven ist sowohl ökologisch wertvoll als auch touristisch attraktiv, da sie zahlreiche Freizeitmöglichkeiten für Wanderer und Wintersportler bietet. Darüber hinaus hat der Pölven eine bedeutende kulturelle und historische Rolle in der Entwicklung der umliegenden Gemeinden gespielt.

## Geographische Lage
Der Pölven ist ein Berg in den Kitzbüheler Alpen, einer Gebirgsgruppe der Ostalpen im österreichischen Bundesland Tirol. Er befindet sich im Unterinntal, einer Region im nördlichen Tirol, die sich entlang des Inns erstreckt.
Genauer betrachtet liegt der Pölven auf einem Hochplateau oberhalb des Inntals, zwischen den Ortschaften Wörgl und Kufstein. Der Berg erhebt sich am südlichen Rand des Inntals und bildet einen markanten Punkt in der Landschaft, der von der Inntal Autobahn aus gut sichtbar ist.
Der Pölven besteht aus zwei Hauptgipfeln: Dem Großen Pölven, auch Mittagskogel genannt, mit einer Höhe von 1595 Meter über Adria, und dem etwas niedrigeren Kleinen Pölven, der 1562 Meter über Adria erreicht. Diese Doppelgipfelstruktur prägt das charakteristische Erscheinungsbild des Berges.
In Bezug auf seine topografische Dominanz ist der Pölven relativ eigenständig. Seine Dominanz beträgt 5.900 Meter in Richtung der Hohen Salve, eines benachbarten Gipfels. Die Schartenhöhe, also der Höhenunterschied zum nächstgelegenen höheren Gipfel, beträgt 891 Meter, gemessen zum Ort Söll.
Am Fuße des Pölven, auf seinem nördlichen Ausläufer, liegt die Gemeinde Bad Häring. Diese geographische Nähe macht den Berg zu einem prägenden Element der lokalen Landschaft. Weitere umliegende Ortschaften, die vom Gipfel des Pölven aus sichtbar sind, umfassen Bad Häring, das Unterinntal sowie Söll.

## Geologie und Landschaftsform

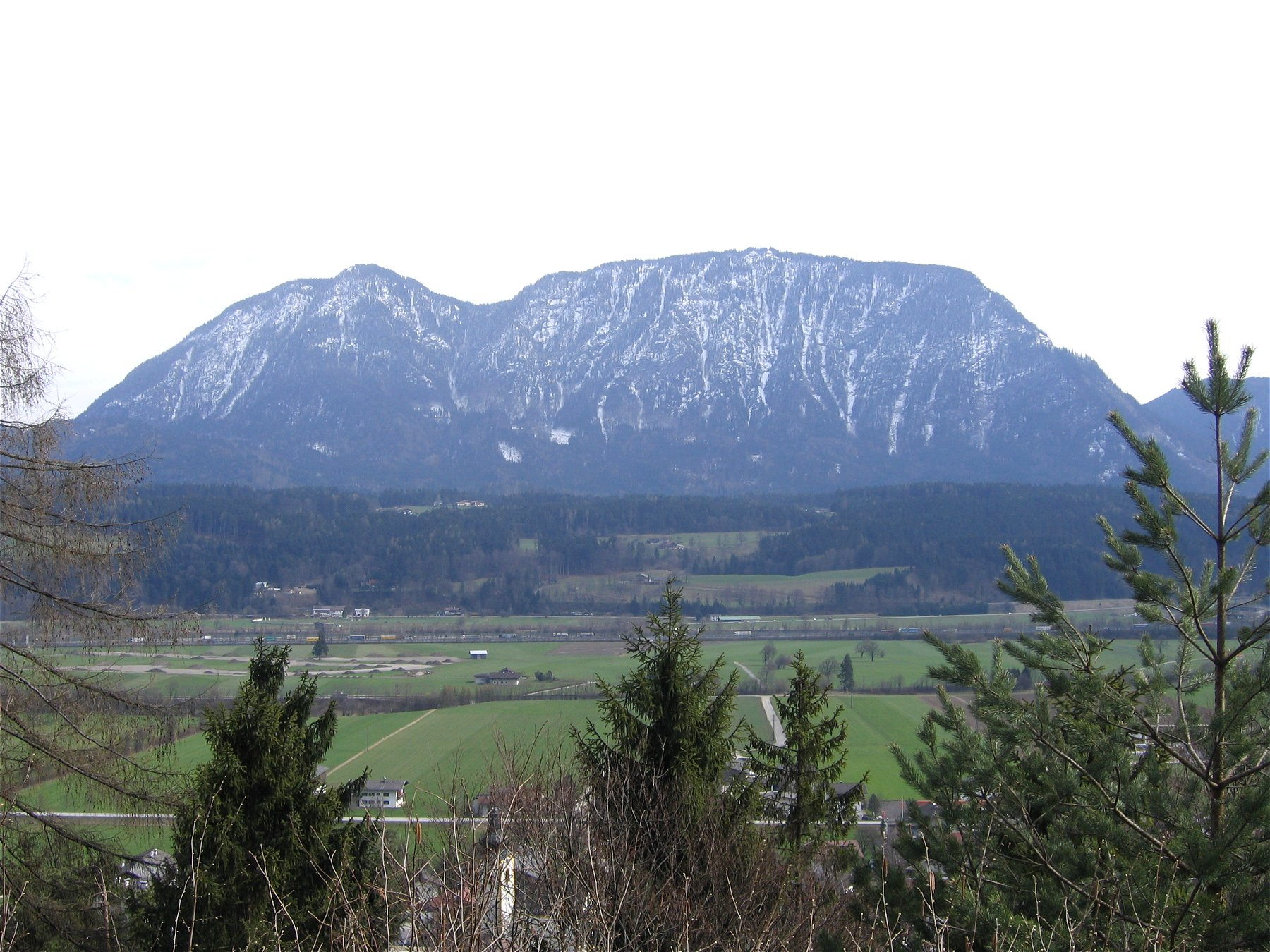
Kleiner (links) und Großer Pölven (rechts) von Langkampfen aus gesehen

Der Pölven gehört geologisch zur Grauwackenzone, die einen schmalen Streifen zwischen den Nördlichen Kalkalpen und den Zentralalpen bildet. Die Grauwackenzone besteht überwiegend aus paläozoischen Gesteinen, die während der variszischen und alpidischen Gebirgsbildung mehrfach gefaltet und metamorphosiert wurden. Im Bereich des Pölven finden sich vor allem Gesteine aus dem Ordovizium und Silur. Dazu gehören Schiefer, Phyllite, metamorphe Vulkanite sowie schwach metamorphe Kalksteine. Ein charakteristisches Gestein der Region ist das sogenannte Blasseneck-Porphyroid, ein metamorphes vulkanisches Gestein aus dem Ordovizium.
Die Landschaftsform des Pölven ist typisch für die Kitzbüheler Alpen. Im Gegensatz zu den schroffen Gipfeln der Kalkalpen oder der Zentralalpen weist der Pölven eher sanfte, abgerundete Formen auf. Dies ist auf die vorherrschenden Gesteine der Grauwackenzone zurückzuführen, die weniger verwitterungsresistent sind als Kalkstein oder Granit. Der Pölven erhebt sich als markanter Einzelberg über das Unterinntal. Seine Hänge sind größtenteils bewaldet oder mit Almwiesen bedeckt, was ihm den Charakter eines Grasberges verleiht – eine für die Tiroler Schieferalpen typische Erscheinung.
Eine geologische Besonderheit in der Umgebung des Pölven sind die Steinbrüche, in denen Mergel und Kalkstein abgebaut werden. Diese Gesteine werden in der Zementindustrie in Kirchbichl verarbeitet. Der Abbau dieser Rohstoffe zeugt von der wirtschaftlichen Bedeutung der geologischen Ressourcen in dieser Region.
Die Geologie des Pölven beeinflusst auch die hydrologischen Verhältnisse in der Region. Die vorherrschenden Schiefer und Phyllite sind weniger wasserdurchlässig als Kalkgesteine, was zu einem anderen Abflussverhalten und einer anderen Quellbildung führt als in den benachbarten Kalkalpen. Die geomorphologische Entwicklung des Pölven wurde stark durch die eiszeitlichen Vergletscherungen geprägt. Während der Eiszeiten war das gesamte Gebiet von mächtigen Gletschern bedeckt, die das Landschaftsbild formten und zur Entstehung von Karformen und Moränenablagerungen beitrugen.
Der Pölven befindet sich in einer tektonisch komplexen Zone. Die Gesteine der Grauwackenzone, zu denen der Pölven gehört, wurden während der alpidischen Gebirgsbildung von Süden nach Norden über die Gesteine der Nördlichen Kalkalpen geschoben. Diese tektonischen Bewegungen haben zu einer intensiven Verfaltung und Metamorphose der Gesteine geführt.

## Vegetation und Ökologie

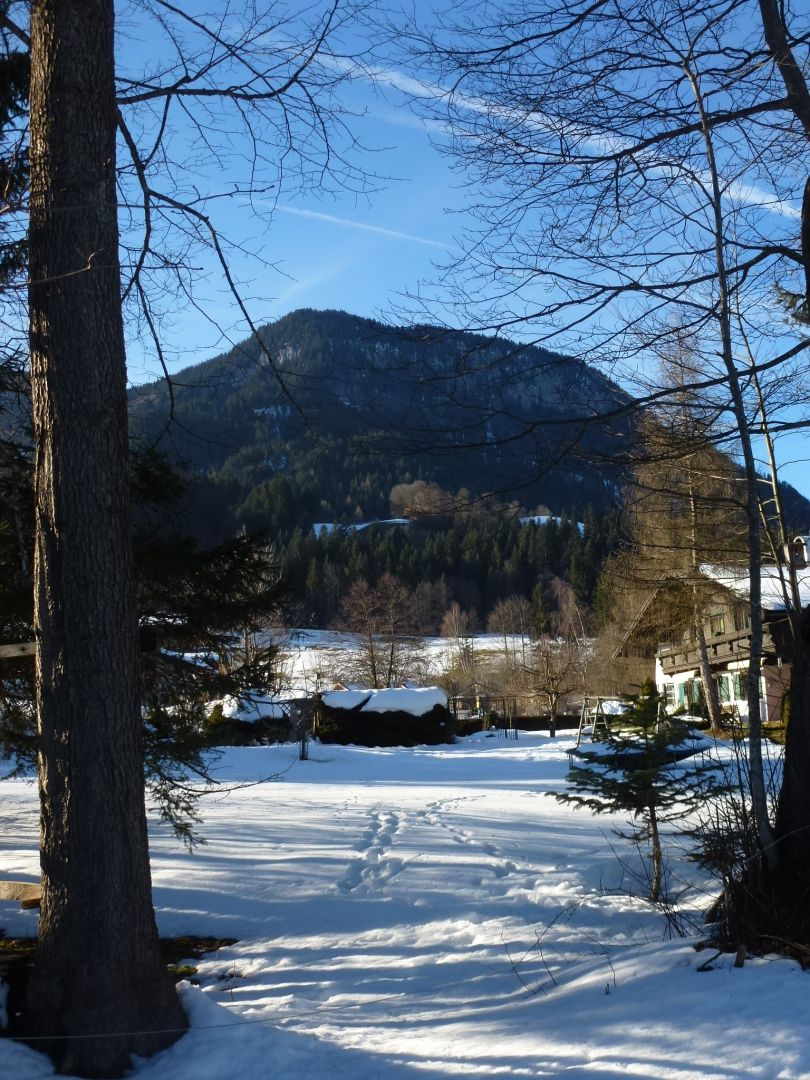
Pölven von Söll aus gesehen

Die Vegetation und Ökologie des Pölvens sind geprägt von den spezifischen klimatischen und geologischen Bedingungen dieser Region. Die Kitzbüheler Alpen sind ein Teil der Nördlichen Kalkalpen und zeichnen sich durch eine große Höhenstufenvielfalt aus, die sich in unterschiedlichen Vegetationszonen widerspiegelt, die auf den Pölven zutreffen:
- Montane Zone (600 bis 1.600 m): Hier dominieren Laubwälder, insbesondere Buchenwälder, aber auch Mischwälder. Typische Baumarten sind die Rotbuche (Fagus sylvatica), Gemeine Fichte (Picea abies) und Weiß-Tanne (Abies alba). In dieser Zone finden sich auch zahlreiche Kräuter und Sträucher, darunter Heidelbeere (Vaccinium myrtillus) und Preiselbeere (Vaccinium vitis-idaea).
- Subalpine Zone (1.600 bis 2.200 m): Diese Zone ist durch Nadelwälder geprägt, vor allem durch Fichten und Europäische Lärchen (Larix decidua). Hier sind die Bedingungen harscher, was sich in einer geringeren Artenvielfalt niederschlägt. Die Vegetation wird zunehmend von Zwergsträuchern wie Rostblättrige Alpenrose (Rhododendron ferrugineum) und Bergkiefer (Pinus mugo) dominiert.

Die Ökologie des Pölvens ist stark von den klimatischen Bedingungen beeinflusst. Mit zunehmender Höhe nimmt die Temperatur ab, während die Niederschläge zunehmen. Diese Faktoren führen zu einer stufenweisen Veränderung der Flora und Fauna, die sich an den Lebensraum des Pölvens angepasst hat. Die Vegetation und Ökologie des Pölvens spiegeln die komplexen Wechselwirkungen zwischen Klima, Geologie und biologischer Vielfalt wider.

## Tourismus und Freizeitmöglichkeiten
Der Pölven bietet vielfältige Möglichkeiten für Tourismus und Freizeitaktivitäten. Mit einer Höhe von 1.595 Metern liegt er in einer landschaftlich reizvollen Region, die sowohl im Sommer als auch im Winter attraktiv für Besucher ist.
Im Sommerhalbjahr ist der Pölven ein beliebtes Ziel für Wanderer und Bergsteiger. Eine populäre Route ist die sogenannte „Pölvenrunde“, eine anspruchsvolle Wanderung, die den Berg umrundet. Diese Tour startet üblicherweise in Bad Häring und hat eine Länge von etwa 15,7 Kilometern bei einer Gehzeit von rund 5 Stunden und 45 Minuten. Die Route führt über überwiegend Forstwege und bietet immer wieder Auf- und Abstiege. Markante Punkte auf der Strecke sind unter anderem die Lengaukapelle, die Pölvenalm und die Franzlalm. Für erfahrenere Bergsteiger bietet der Große Pölven eine anspruchsvollere Bergtour mit Klettersteigpassagen. Diese Route ermöglicht es Wanderern, ihre Fähigkeiten zu erweitern und eine herausfordernde Berglandschaft zu erkunden. Die Region um den Pölven ist auch bei Mountainbikern beliebt. Die abwechslungsreiche Landschaft der Kitzbüheler Alpen mit ihren Grasbergen bietet ideale Bedingungen für verschiedene Schwierigkeitsgrade, von einfachen Touren bis hin zu anspruchsvollen Strecken.
Im Winter verwandelt sich die Gegend um den Pölven in ein Paradies für Wintersportler. Die Kitzbüheler Alpen gehören zu Tirols größtem Skiverbund mit insgesamt 1.081 Pistenkilometern. Die Region verfügt über moderne Liftanlagen und eine Vielzahl von Skihütten. Neben dem alpinen Skifahren ist auch Langlaufen sehr populär, mit über 600 Kilometern präparierter Loipen in der Umgebung.

## Kulturelle und historische Bedeutung

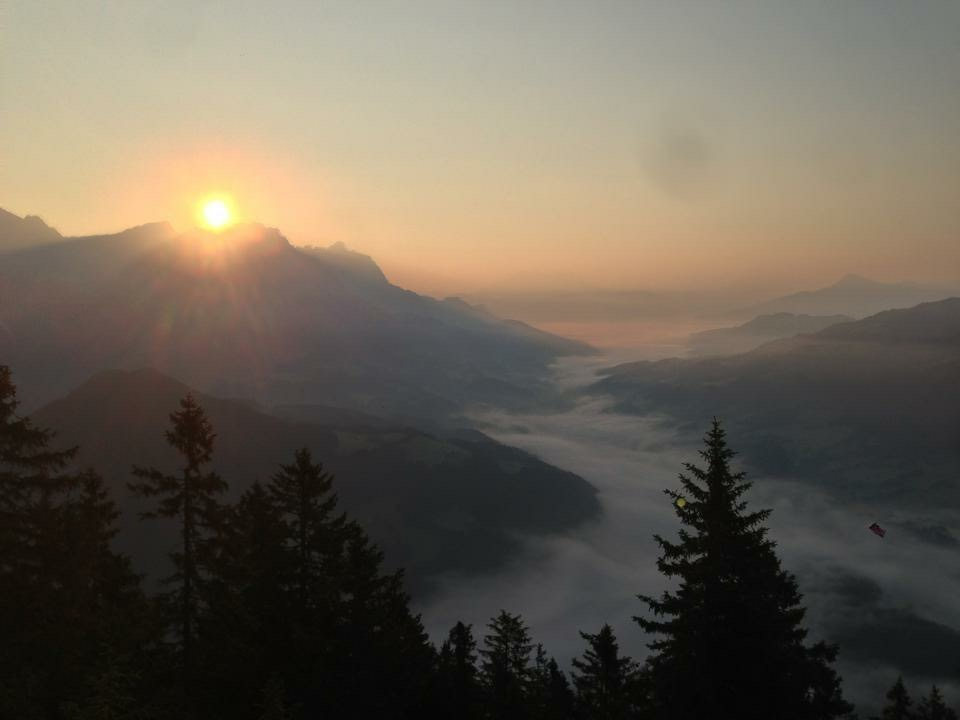
Kleiner Pölven bei Sonnenaufgang

Trotz seiner vergleichsweise geringen Höhe von 1.595 Metern hat der Pölven eine bemerkenswerte kulturelle und historische Bedeutung für die Region. Obwohl er zu den weniger bekannten und von Touristen weniger frequentierten Bergen der Kitzbüheler Alpen gehört, spielt er eine wichtige Rolle in der lokalen Geschichte und Wirtschaft.
Die historische Bedeutung des Pölvens ist eng mit der Entwicklung der umliegenden Region verbunden. Die Kitzbüheler Alpen, zu denen der Pölven gehört, waren seit dem Mittelalter ein wichtiges Zentrum des Bergbaus.
Die kulturelle Bedeutung des Pölvens manifestiert sich vor allem in seiner Rolle als Teil der charakteristischen Kulturlandschaft der Kitzbüheler Alpen. Diese Landschaft, geprägt von sanften Bergformen, grünen Hängen und zahlreichen Almwiesen, ist das Ergebnis jahrhundertelanger menschlicher Aktivität und Interaktion mit der Natur. Der Pölven, mit seinen Gipfeln des Großen und Kleinen Pölvens, fügt sich nahtlos in diese Kulturlandschaft ein. Seine Hänge und Almen sind Teil jenes Ökosystems, das nicht nur ökologisch wertvoll ist, sondern auch eine wichtige Rolle in der traditionellen Almwirtschaft spielt. Diese Form der Landwirtschaft hat die Kultur und Traditionen der Region maßgeblich geprägt.
In jüngerer Zeit hat der Pölven eine neue wirtschaftliche Bedeutung erlangt. In den Steinbrüchen am Berg werden Mergel und Kalkstein abgebaut, die in der Zementindustrie in Kirchbichl verarbeitet werden. Diese Aktivität unterstreicht die anhaltende Bedeutung des Berges für die lokale Wirtschaft, wenn auch in einer anderen Form als der historische Bergbau in der Region.
Darüber hinaus hat der Pölven eine gewisse Bedeutung für den lokalen Tourismus und Freizeitsport. Obwohl er zu den weniger frequentierten Bergen der Region gehört, bietet er dennoch Möglichkeiten für Wanderer und Kletterer. Ein kleiner und einfacher Klettersteig führt auf den Gipfel, von dem aus man eine beeindruckende Aussicht auf die umliegende Landschaft genießen kann.
Der Pölven hat auch eine naturkundliche Bedeutung. Das Gebiet um den Berg ist aufgrund seiner guten Thermik als Schleppziel für Segelflugzeuge geeignet. Diese Eigenschaft macht den Berg zu einem interessanten Studienobjekt für Meteorologen und Luftsportler.

## Naturschutz und Umweltaspekte
Der Pölven spielt eine bedeutende Rolle für den Naturschutz und die Umwelt in der Region. Als Teil der Grauwackenzone weist der Berg eine charakteristische Geologie auf, die maßgeblich zur Biodiversität und den ökologischen Besonderheiten des Gebiets beiträgt.
Die geologische Beschaffenheit des Pölvens, geprägt von Schiefer und Phylliten, ist typisch für die Kitzbüheler Alpen. Diese Gesteinsformationen bieten spezifische Lebensräume für eine Vielzahl von Pflanzen- und Tierarten, die an diese Bedingungen angepasst sind. Die sanften Bergformen und Kare des Pölvens, charakteristisch für das Mittelgebirge, tragen zur Vielfalt der Mikroklimate und Habitate bei.
Der Pölven beherbergt verschiedene Ökosysteme, die von den unteren Hängen bis zum Gipfel reichen. Die grünen Hänge und zahlreichen Almwiesen sind nicht nur landschaftlich reizvoll, sondern auch ökologisch wertvoll. Diese Almflächen bieten Lebensraum für eine Vielzahl von Insekten, Vögeln und Kleinsäugern und tragen somit wesentlich zur Biodiversität der Region bei.
Am Pölven entspringen mehrere Bäche, darunter der Glaurachbach und der Schwoicher Bach, die für das lokale Wassermanagement von Bedeutung sind. Der Schutz dieser Wasserressourcen ist ein wichtiger Aspekt des Umweltschutzes in der Region. Die natürlichen Wasserläufe und der Häringer Wasserfall tragen zur ökologischen Vielfalt bei und sind wichtige Elemente des lokalen Wasserhaushalts.
Die traditionelle Almwirtschaft am Pölven spielt eine wichtige Rolle für den Erhalt der Kulturlandschaft und der damit verbundenen Biodiversität. Die extensive Beweidung durch Rinder und Schafe von Ende Mai bis Ende September trägt zur Offenhaltung der Landschaft bei und fördert die Artenvielfalt der Almwiesen.
In der Region um den Pölven werden verschiedene Naturschutzmaßnahmen umgesetzt. Die Region Hohe Salve, zu der der Pölven gehört, setzt sich für einen nachhaltigen Tourismus ein, der die Umwelt schont und gleichzeitig die wirtschaftliche Entwicklung fördert. Zu den Maßnahmen gehören:
- Die Förderung umweltfreundlicher Mobilität, wie beispielsweise das Carsharing-Angebot „Flo Mobil“.
- Die Verwendung umweltfreundlicher Kraftstoffe für Pistenfahrzeuge, die geringere Emissionen aufweisen und biologisch abbaubar sind.
- Die Installation von Photovoltaikanlagen zur nachhaltigen Energiegewinnung.
- Die Reduzierung von Papierverbrauch durch digitale Lösungen im Tourismusverband.

Trotz der Bemühungen um Nachhaltigkeit steht der Pölven vor Herausforderungen. Der Klimawandel könnte langfristig Auswirkungen auf die Vegetation und die Schneesicherheit haben. Zudem muss ein Gleichgewicht zwischen touristischer Nutzung und Naturschutz gefunden werden. Die Region setzt auf die Entwicklung nachhaltiger Tourismuskonzepte, die den Schutz der Natur mit den wirtschaftlichen Interessen in Einklang bringen. Dazu gehören die Förderung von sanftem Tourismus, die Sensibilisierung von Besuchern für den Naturschutz und die kontinuierliche Verbesserung der Umweltbilanz touristischer Aktivitäten.